# Rede de Bibliotecas e Centros de Informação em Arte no Estado do Rio de Janeiro

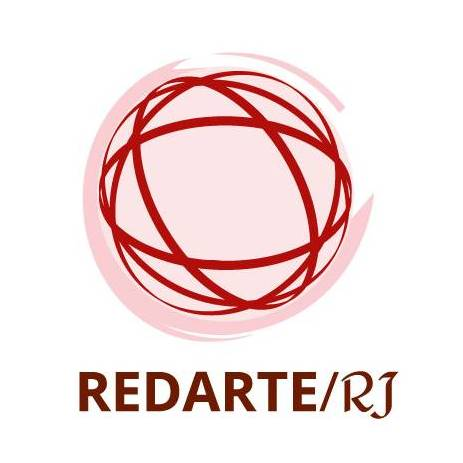
LOGOMARCA DA REDARTE/RJ

A Rede de Bibliotecas e Centros de Informação em Arte no Estado do Rio de Janeiro - REDARTE/RJ é uma associação civil de fins não econômicos, de natureza cultural, criada em 08 de dezembro de 1995. É constituída de Bibliotecas e Centros de Informação, de instituições de natureza pública, privada ou de economia mista, situadas no Estado do Rio de Janeiro, em que parte ou a totalidade de seus acervos sejam especializados em Arte e de sócios colaboradores conforme os critérios estabelecidos em seu Estatuto e Regimento Interno. Tem entre seus objetivos promover e incentivar o uso de recursos informacionais em Arte, divulgar ao público interessado em Arte as Unidades Integrantes da REDARTE/RJ e os recursos informacionais oferecidos por elas (acervos, produtos, serviços e outros), e promover o compartilhamento de informações e experiências profissionais entre as Unidades Integrantes.

## História
A Rede foi idealizada e iniciada pela pesquisadora  Solange Zúñiga em parceria com a pesquisadora Helena Dodd Ferrez.
Como pesquisadora Solange Zúñiga vivenciava as dificuldades enfrentadas pelos pesquisadores em razão da dispersão das fontes de pesquisas e a falta de integração entre as instituições que têm a guarda desses acervos, muitas vezes duplicados em diversas instituições. Ao ingressar como Diretora do Departamento de Pesquisa e Documentação da Fundação Nacional de Artes (FUNARTE)  e constatar a escassez de recursos para aquisição de acervos e baseada no conhecimento que possuía da dinâmica do Catálogo Coletivo Nacional do Instituto Brasileiro de Biblioteconomia e Documentação (IBBD) começa a pensar na criação de uma Rede nacional de profissionais (bibliotecários, arquivistas, etc) de instituições culturais que pudesse promover o compartilhamento de acervos e recursos informacionais. Nos primeiros esforços para a concretização da Rede, Solange e Helena Ferrez, então coordenadora do Departamento de Pesquisa e Documentação da FUNARTE enviaram correspondências para diversas instituições convidando-as para a primeira reunião que foi realizada em 08 de dezembro de 1995, e à qual compareceram 11 instituições - públicas e privadas - da cidade do Rio de Janeiro e de Niterói. A partir desse primeiro encontro estabeleceu-se uma rotina de reuniões mensais, que perdura até hoje, com um rodízio de locais entre as instituições que compõe a REDARTE/RJ.
A Rede foi se estruturando aos poucos por meio de um diagnóstico das unidades que compunham (1996), desenvolvimento de produtos como o primeiro Guia de Bibliotecas de Arte da REDARTE (1998), eventos como o I Seminário de Informação em Arte (1999) e outras atividades. Em 2005, contando com 30 instituições a Rede finaliza e aprova seu primeiro Estatuto. Em 2006 os membros percebem a necessidade de oficialização da Rede e providenciam sua inscrição no Cartório de Registro Civil de Pessoas Jurídicas, no Cadastro Nacional de Pessoa Jurídica (CNPJ) e no SICAF (Sistema de Cadastro Unificado de Fornecedores). É realizada também nesse mesmo ano a eleição da Primeira Diretoria da REDARTE/RJ. O número de associados aumentou gradativamente, e hoje a rede é formada por 35 unidades de informação e alguns sócios colaboradores. O Estatuto passou por atualização em 2015, 2017 e em 2021.  Foi aprovado o primeiro Regimento Interno da Rede em 2017, passando por atualização em 2021.
O PortalArte sem Fronteiras: Bibliotecas em Rede é um projeto inovador para a área de Patrimônio Cultural pelo seu ineditismo, pois não se tem conhecimento de uma rede especializada em Arte no Brasil que reúna acervos diversos num mesmo ambiente virtual, com acesso livre e gratuito. 
Tem por objetivo otimizar o tempo gasto pelas pessoas em pesquisas na internet. Lançado em 2020, atualmente o portal abrange os acervos das bibliotecas dos  Museus Castro Maya, Museu Nacional de Belas Artes, e o Museu Histórico Nacional.
Projeto de Prestação de Serviço de Processamento Técnico de Obras, da coleção especial da Biblioteca Nélida Piñon do Instituto Cervantes do Rio de Janeiro (2021).

## Bibliotecas integrantes
- Centro Cultural Banco do Brasil
- Centro Cultural do Patrimônio Paço Imperial
- Centro Cultural Justiça Federal
- Centro Nacional de Folclore e Cultura Popular
- ESPM
- Escola de Artes Visuais do Parque Lage
- Fundação Casa de Rui Barbosa
- Fundação Nacional de Arte
- Instituto Goethe
- Museus Castro Maya
- Museu de Arte Contemporânea de Niterói
- Museu de Arte do Rio
- Museu de Arte Moderna do Rio de Janeiro
- Museu de História e Arte do Rio de Janeiro
- Museu Histórico Nacional
- Museu Nacional de Belas Artes
- Pontifícia Universidade Católica do Rio de Janeiro
- Solar Grandjean de Montigny
- UERJ. Centro de Educação e Humanidades
- UERJ. Escola Superior de Desenho Industrial
- UFF. Biblioteca Central do Gragoatá
- UFRJ.Biblioteca de Obras Raras da Escola de Belas Artes
- UFRJ. Escola de Belas Artes
- UFRJ. Escola de Música
- UFRJ. Faculdade de Arquitetura e Urbanismo
- UFRJ. Faculdade de Letras
- UFRJ. Museu Nacional
- UNIRIO. Biblioteca Setorial do Centro de Letras e Artes

## Principais Atividades
- Seminário de Informação em Arte
- Fórum de Bibliotecas de Arte